# أس آر 59230 أي
SR 59230A هو مضاد انتقائي بمستقبل بيتا-3 الأدرينالي، كما أظهر فعالية ضد مستقبل ألفا-1 الأدرينالية في جرع عالية. كما أظهر في الدراسات على الحيوانات فعاليته في وقف فرط الحرارة الذي تنتجه إكستاسي.